# الريح الشتوية (رواية)
الريح الشتوية هي رواية للكاتب المغربي مبارك ربيع، صدرت أول مرة سنة 1977 من قبل دار التونسية للنشر. احتلت المرتبة 47 ضمن أفضل مائة رواية عربية في القرن العشرين حسب اختياراتحاد الكتاب العرب. وأدرجت هذه الرواية في مناهج التعليم بالمغرب.

## قصة الرواية
تتحدث الرواية عن الفترة التي كان فيها المغرب تحت الحماية الفرنسية وكيف أن المستعمر قد نهب أراضي الفلاحين المغاربة، وبالتالي أجبرهم على الهجرة إلى مدينة الدار البيضاء للعمل فيها. ومن بين هؤلاء الفلاحين شخصية العربي الحمدوني الذي كان يحاول استرداد أرضه عبر القضاء ولكنه توفي قبل تمكنه من تحقيق ذلك. والجزء الثاني يحاول إيجاد سبل لحل المشاكل عبر تضامن الفلاحين، ولكن تبدأ سلسلة من المعارك بين المغاربة والمستعمر الفرنسي.

## شخصيات الرواية
العربي الحمدوني، عائشة العرجاء، سعيد، صفية، التهامي، العالم، السي عبد الفتاح، كبور، المذكوري.

## قال النقاد عن الرواية
رانيا منير:«خلاصة القول  أن رواية "الريح الشتوية" للكاتب المغربي مبارك ربيع عملت على تصوير مظاهر الواقع الاجتماعي التاريخي خلال مرحلة الأربعينيات، برؤية تسجيلية ظلت تحتفل وتنشد الاستقلال كلحظة سعيدة، وضمن سياق فكري - إيديولوجي هدفه وصف التغلغل الاستعماري - الرأسمالي في البلاد، وتصوير المقاومة الشعبية بمظهرها السياسي والنقابي، التي ترتبت عن الاغتصاب والقمع والاستغلال.. وهي رواية تتعاطف مع الكادحين "سكان الكاريان" كأبطال للنصر في صراعهم مع المستعمر، وتخالف من زاوية أخرى، رؤية وموقف "عبد الكريم غلاب" في روايته "دفنا الماضي" و"لمعلم علي" الذي يربط الوعي النقابي والوطني بالطبقة البرجوازية الصاعدة».
البشيرالبقالي:«...ومن أهم هذه الشخصيات «العربي الحمدوني» الذي أكسبه المؤلف عمقا إنسانيا ودلاليا، وقلده أطروحة القسم الأول. وتظهر هذه الشخصية منذ بداية الرواية، تحمل قلقا وحيرة ومعاناة وجودية بسبب ما لحقه من ظلم الحاكم الفرنسي إذ سلبه أرضه فاضطر إلى النزوح إلى الدار البيضاء مكرها. ولعل الصورة الآتية تلخص أولى سمات الحمدوني. يقول الراوي في سياق وصف هواجسه وهو ينتظر التحاق أسرته به».

## وصلات خارجية
- تحميل رواية الريح الشتوية